# Elimelech

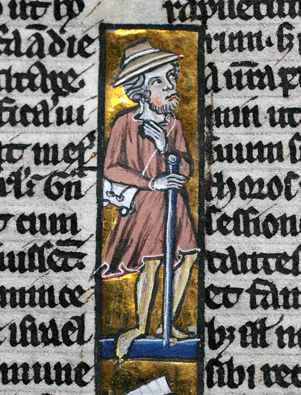
Elimelech (Portugiesische Nationalbibliothek)

Elimelech (hebräisch אֱלִימֶלֶךְ, „mein Gott ist König“) ist nach dem Buch Ruth der Mann der Noomi und Vater zweier Söhne, Machlon und Kiljon. Er wandert wegen einer Hungersnot von Bethlehem in das Land Moab aus. Dort sterben er und seine beiden Söhne. Seine Frau Noomi kehrt nach Ende der Hungersnot mit ihrer einen Schwiegertochter Ruth wieder nach Betlehem zurück, während die andere, Orpa, in Moab bleibt. (Rut 1,1–3 ), (Rut 4,3 )